# Cosmic Background Explorer
Der Cosmic Background Explorer (COBE) ist ein Satellit der NASA, der von 1989 bis 1993 revolutionäre Ergebnisse der Messung der kosmischen Hintergrundstrahlung lieferte. Der Satellit befindet sich noch im Orbit, er umkreist die Erde in ca. 900 km Höhe auf einer polaren Umlaufbahn.
Die Raumsonde Wilkinson Microwave Anisotropy Probe (WMAP) war der Nachfolger des Satelliten, sie diente von 2001 bis 2010 der Erforschung dieser Strahlung. Von August 2009 bis 2013 vermaß schließlich die europäische Raumsonde Planck die Strahlung mit noch größerer Auflösung.

## Missionsverlauf
Ursprünglich sollte COBE mit dem Space Shuttle in den Weltraum transportiert werden. Die Mission STS-82-B sollte 1988 von der Vandenberg Air Force Base mit der Discovery starten, das wurde aufgrund der Challenger-Katastrophe abgesagt. COBE startete am 18. November 1989 auf einer Delta-5920-Trägerrakete.
Am 1. September 1990 ging COBEs Vorrat an flüssigem Helium zur Neige, was den Ausfall eines Teils der Instrumente, vor allem von FIRAS (Far Infrared Absolute Spectrophotometer) zur Bestimmung der Hintergrundstrahlung, zur Folge hatte. Die wissenschaftliche Mission endete am 23. Dezember 1993, ab Januar 1994 wurden eher technologische Experimente mit dem Satelliten durchgeführt.

## Ergebnisse

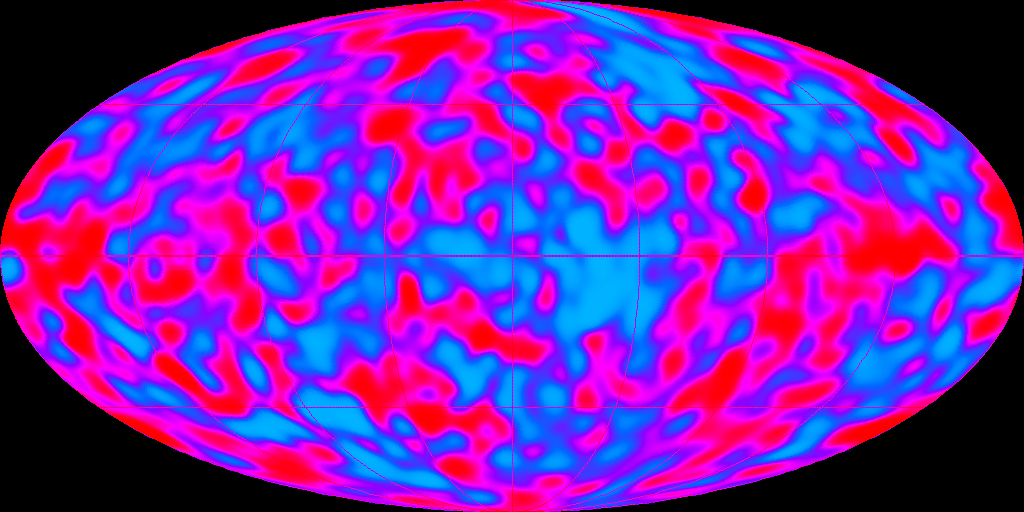
Hintergrundstrahlung aufgenommen durch den Satelliten COBE

Mithilfe des Cosmic Background Explorer konnte eine 360°-Karte der kosmischen Hintergrundstrahlung angefertigt werden. Dabei wurde die Urknalltheorie gestützt.
Weitere Ergebnisse der Mission sind Daten über interplanetaren Staub und die Position unserer Sonne in der Galaxis. 2006 erhielt George Smoot als wissenschaftlicher Leiter dieses Programms zusammen mit John C. Mather, ebenfalls Mitarbeiter an diesem Projekt, den Nobelpreis für Physik.